# Opercle (botànica)

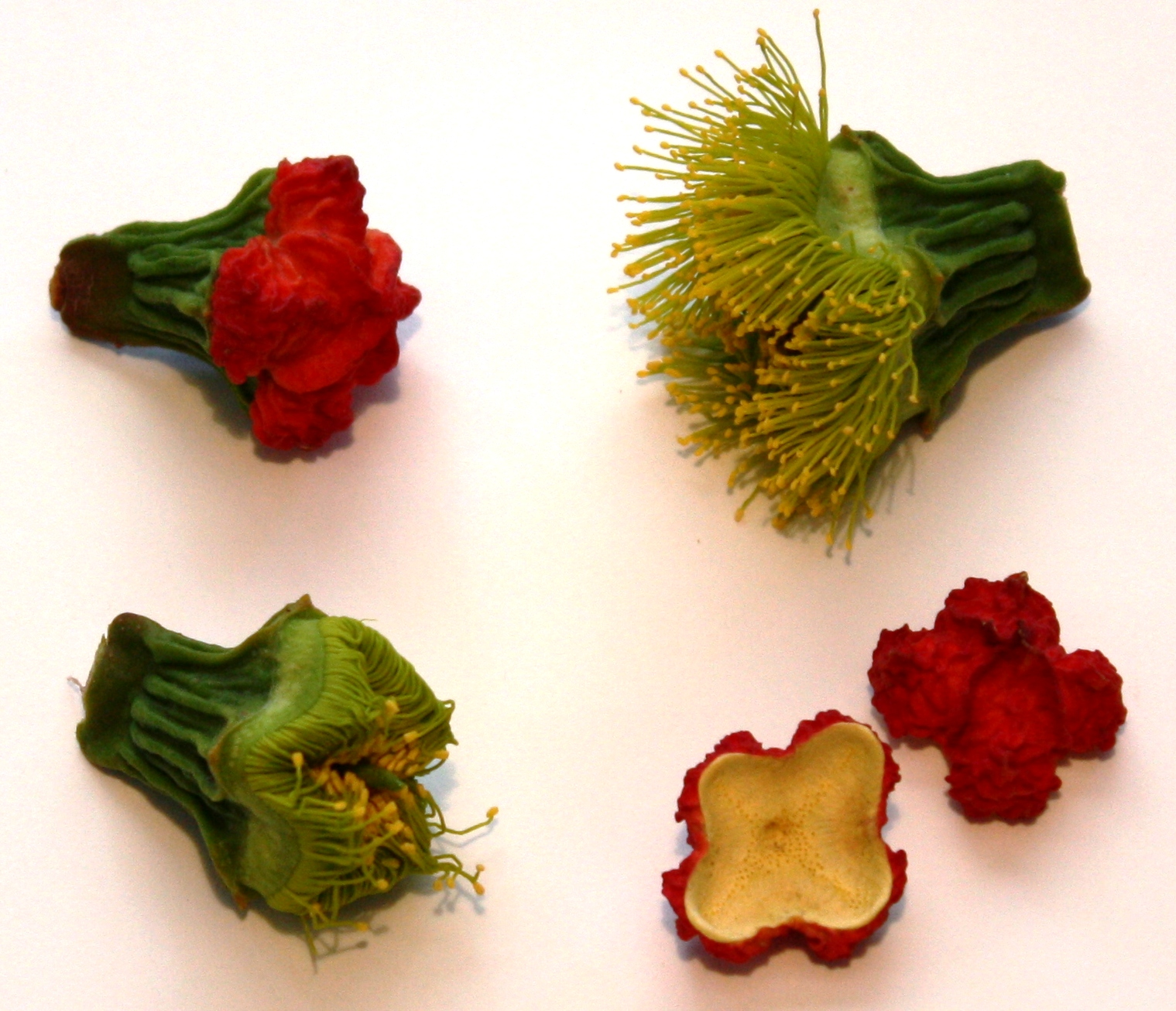
Opercle vermell d′Eucalyptus erythrocorys

En botànica, un opercle o també caliptra (del grec antic καλύπτρα) és una estructura semblant a un casquet en algunes plantes amb flors, molses i fongs. És una coberta, caputxa o tapa, que descriu un tret morfològic vegetal.

## Plantes amb flors

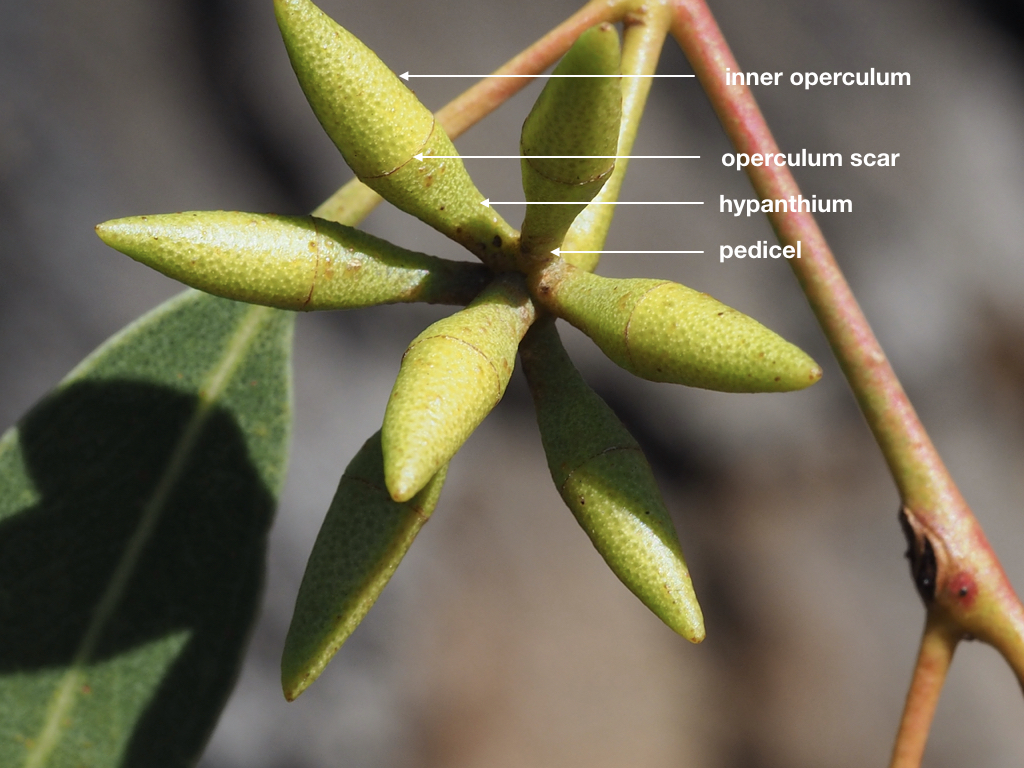
Opercle i cicatriu d′Eucalyptus blakelyi

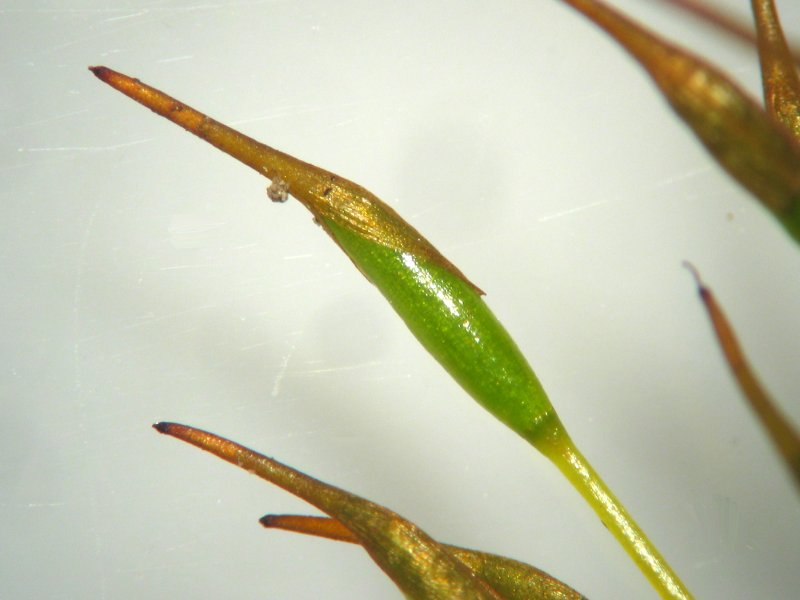
Caliptra de Tortula muralis

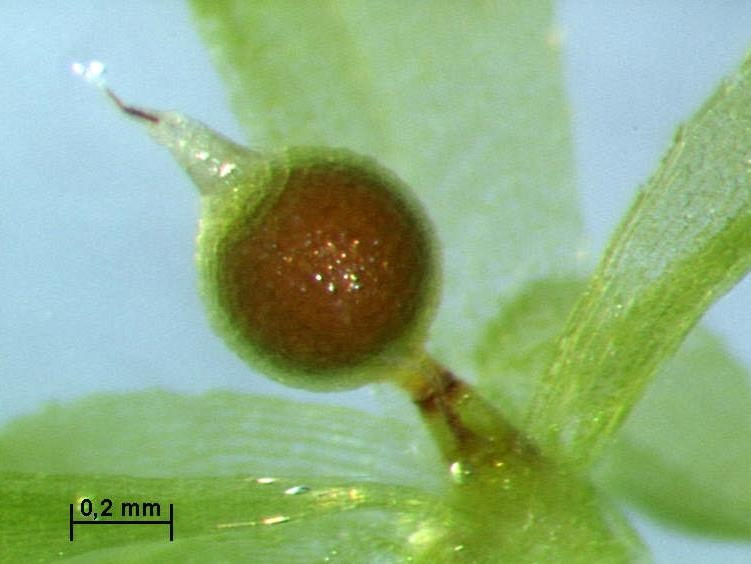
Caliptra a la part superior de la càpsula d'espores marrons (esporòfit) de la molsa Physcomitrella patens. El ventre arquegonial marronós encara és visible.

En les plantes amb flor l'opercle, també anomenat caliptra, és una coberta o "tapa" en forma de gorra de la flor o fruit que es desprèn en madurar. L'opercle es forma per la fusió de sèpals i/o pètals i normalment es desprèn com una estructura única a mida que madura la flor o el fruit. El nom també s'aplica al teixit terminal de les arrels, l'àpex radicular.
En els eucaliptus (inclosos Eucalyptus i Corymbia però no Angophora) hi pot haver dos opercles: un opercle exterior format per la fusió dels sèpals units i un opercle interior format per la fusió dels sèpals. En aquest cas, l'opercle exterior es desprèn al principi del desenvolupament del brot deixant una cicatriu que embolcalla el brot. En aquelles espècies que no tenen opercle exterior, no apareix aquesta cicatriu als brots. L'opercle interior es desprèn just abans de la floració, quan els estams s'expandeixen i alliberen el pol·len.
En algunes espècies de monocotiledònies l'opercle és una zona d'exina que cobreix l'obertura del pol·len.
En el gènere Plantago la càpsula té una obertura coberta per un opercle. Quan cau l'opercle, la llavor és enganxosa i és transportada fàcilment pels animals que hi entren en contacte.

## Briòfits
En els briòfits la caliptra (en llatí calyptra, plural calyptrae) és un ventre arquegonial engrandit que protegeix la càpsula que conté l'esporòfit embrionari. La caliptra se sol despendre abans que les espores surtin de la càpsula. La forma de la caliptra es pot utilitzar per a la identificació.
L'esporangi de les molses sol obrir-se quan el seu opercle o "tapa" cau, deixant al descobert un anell denticulat que regula l'alliberament d'espores.

## Fongs
Hi ha dues menes d'ascs de fongs ascomicets que porten espores sexuals: els que tenen un opercle a la part superior de l'asc i els que no en tenen.